# Faisceau postérieur du plexus brachial
Le faisceau postérieur du plexus brachial (ou tronc secondaire postérieur du plexus brachial ou tronc radio-circonflexe) est le tronc nerveux du plexus brachial formé par les divisions postérieures des trois troncs supérieur, moyen et inférieur du plexus brachial. Il se compose des contributions de toutes les racines du plexus brachial.
Il donne naissance aux nerfs suivants :
|                                | Racines   | Zone d'innervation |
| nerf sous-scapulaire supérieur | C5-C6     | Muscle subscapulaire |
| nerf sous-scapulaire inférieur | C5-C6     | muscle subscapulaire, muscle grand rond |
| nerf thoracodorsal             | C6-C8     | muscle grand dorsal |
| nerf axillaire                 | C5-C6     | sensitif de l'épaule et moteur du muscle deltoïde, du muscle petit rond et du chef long du muscle triceps brachial |
| Nerf radial                    | C5-C8, T1 | moteur pour - le muscle triceps brachial, - le muscle brachio-radial, - le muscle anconé, - le muscle supinateur, - le muscle brachio-radial, - le muscle long extenseur radial du carpe, - le muscle court extenseur radial du carpe, - le muscle long abducteur du pouce, - le muscle long extenseur du pouce, - le muscle court extenseur du pouce, - le muscle extenseur de l'index, - le muscle extenseur du petit doigt, - le muscle extenseur des doigts, - le muscle extenseur ulnaire du carpe.et sensitif - de la face postéro-médiane du bras, - de la partie centrale de face postérieure de l'avant-bras, - de la face postéro-médiane du poignet, - de la moitié externe de la face dorsale de la main, - de la face dorsale du pouce, - de la face dorsale de la phalange proximale de l'index, - de la face dorsale de la phalange proximale du majeur, - de la moitié externe de face dorsale de la phalange proximale de l'annulaire. |